# 早見純
早見 純（はやみ じゅん、生年月日不詳）は、日本の鬼畜系漫画家。

## 来歴・作風
広島県出身。デビュー以前は『月刊漫画ガロ』（青林堂）にも作品を投稿していたが音沙汰がなく、代わりに『週刊少年サンデー』（小学館）に投稿した作品が第2回小学館新人コミック大賞少年まんが部門佳作を受賞し『増刊少年サンデー』1978年8月号掲載の入選作「雪山の対決」で漫画家デビューする。同期の漫画家に同じ新人賞少年部門でデビューした高橋留美子がいる。
その後、少年漫画は自分のやりたい世界ではないと思い、5年間作品を発表せず、1983年に現在の早見純スタイルで再デビュー。以後、端正な劇画タッチで猟奇犯罪や少女趣味などのタブーを暴き出す作風でカルト的人気を得る。
宮崎勤事件の影響を受けて1989年頃に休筆し、エロマンガの編集などサラリーマン生活を7年ほど送る。その後、大西祥平による復刻本刊行等による再評価もあり、光彩書房発行の鬼畜系アンソロジー『激しくて変』に発表した新作「復活祭」で2000年に再デビュー。漫画家としての活動を本格的に再開する。
2000年に上梓した傑作選『ラブレターフロム彼方』（太田出版）以降は国内外のサブカルチャーファンにも一目置かれる存在として注目される。
2015年には単行本『性なる死想』（あまとりあ社）が東京都から不健全図書指定を受け一部で話題となる。本書はAmazonで発売停止となるが（東京都が指定した不健全図書・有害図書は原則Amazonで取り扱われない）、中野ブロードウェイ3Fにあるタコシェでは直筆サイン本が置かれ、現在までに1200冊以上を売り上げたという。なお早見純、三条友美、ダーティ・松本が参加したエロ劇画アンソロジー『劇画あまとりあ』（久保書店）も同じく東京都から不健全図書に指定された。
陰惨な描写が多い猟奇的な作風だが、時折突拍子もないギャグを織り交ぜたり、シュールな4コマ漫画を描くこともある。また近年のインタビューでは「絵柄を変えて、ほのぼのした作品も描きたい」という旨の発言も行っている。

## 人物
- ペンネームは久保書店社長の久保直樹が勝手に付けたもので、当時デビューしたアイドルの早見優が元になっている[1]。また内山亜紀のペンネームも久保が命名したとされる[1]。
- 影響を受けた漫画家に青柳裕介と石井隆を挙げている[1]。ちなみに“お世話”になった漫画家はダーティ・松本、中島史雄、村祖俊一とのこと[1]。
- 「早見純」としてデビューする以前は、川手浩次や西郷虹星など少年漫画家のアシスタントを務めていたこともあるが、川手は崖崩れに巻き込まれ死去、西郷は釣りで行方不明（川に流されたものと思われる）と二人とも不慮の事故で亡くなっている[2]。
- 休筆中は漫画編集者以外にピンク映画のエキストラや遺跡の発掘調査などのアルバイトで生計を立てていた[1]。
- 2000年の再デビュー以降、サイン会では男性より女性ファンの方が多くなったという[1]。
- 宮崎勤事件に先駆けて、少女趣味やストーカー、のぞき、リストカット、SM、監禁、窒息レイプ、ひきこもり、バラバラ殺人など現代で起こり得る、ありとあらゆる異常犯罪を予見していたとも思えるような作品群を発表していたことから、後に様々なメディアから「現代の犯罪を昔から予言していたのではないか」という用件のインタビュー依頼が頻繁にあったというが全て断ってきたという[1]。なお早見自身は「現実が妄想を超えて、自分が描いていた妄想が本当の犯罪になってきちゃって、やっぱり現実には敵わないなって思いましたね」とインタビューで述べており、次第に犯罪の妄想が思い浮かばなくなってしまったという[1]。

## 著作

### 単行本
- 『マドンナのしずく』（1984年9月 久保書店）
- 『美しき屈折』（1985年12月 久保書店）ISBN 978-4765921145
- 『これが芸術だ』（1986年4月 一水社）
- 『あどけない迷宮』（1987年7月 久保書店）
- 『ピンクの贈り物』（1987年7月 司書房）
- 『必死の快楽』（1988年7月 一水社）
- 『乙女の遺言』（1989年1月 一水社）
- 『血まみれ天使』（1999年6月 久保書店）ISBN 978-4765923361
  - 『同上』愛蔵版（2011年12月 久保書店）ISBN 978-4765925372
- 『ラブレターフロム彼方』（2000年9月 太田出版）ISBN 978-4872335392
- 『地獄のコミュニケーション』（2001年2月 太田出版）ISBN 978-4872335736
- 『純の魂』（2002年9月 青林工藝舎）ISBN 978-4883791187
- 『卑しく下品に』（2004年6月 一水社）ISBN 978-4870765696
- 『にえたぎる蜜』（2004年11月 久保書店）ISBN 978-4765924504
- 『変態少年―純の幸福な日々』（2005年11月 久保書店）ISBN 978-4765905787
- 『暗黒ロマンス』（2009年2月 久保書店）ISBN 978-4765930123
- 『純のはらわた』（2009年7月 久保書店）ISBN 978-4765930130
- 『性なる死想』（2015年8月 あまとりあ社）
- 『劇画あまとりあ』（2015年12月 久保書店）
- 『今夜も眠れない! 早見純初期クズ作品集』（2018年3月 グループ・ゼロ）※電子書籍

### 同人誌
- 『純にもぬかりはある 自選最低作品集』（ひよこ書房）
- 『純の自己嫌悪 自選大失敗作品集』（ひよこ書房）

### 雑誌特集
- 青林工藝舎『アックス』Vol.26 2002年4月
  - 特集 暗黒大陸早見純／清純対談・早見純×伊藤清美